# 蘇笑柏

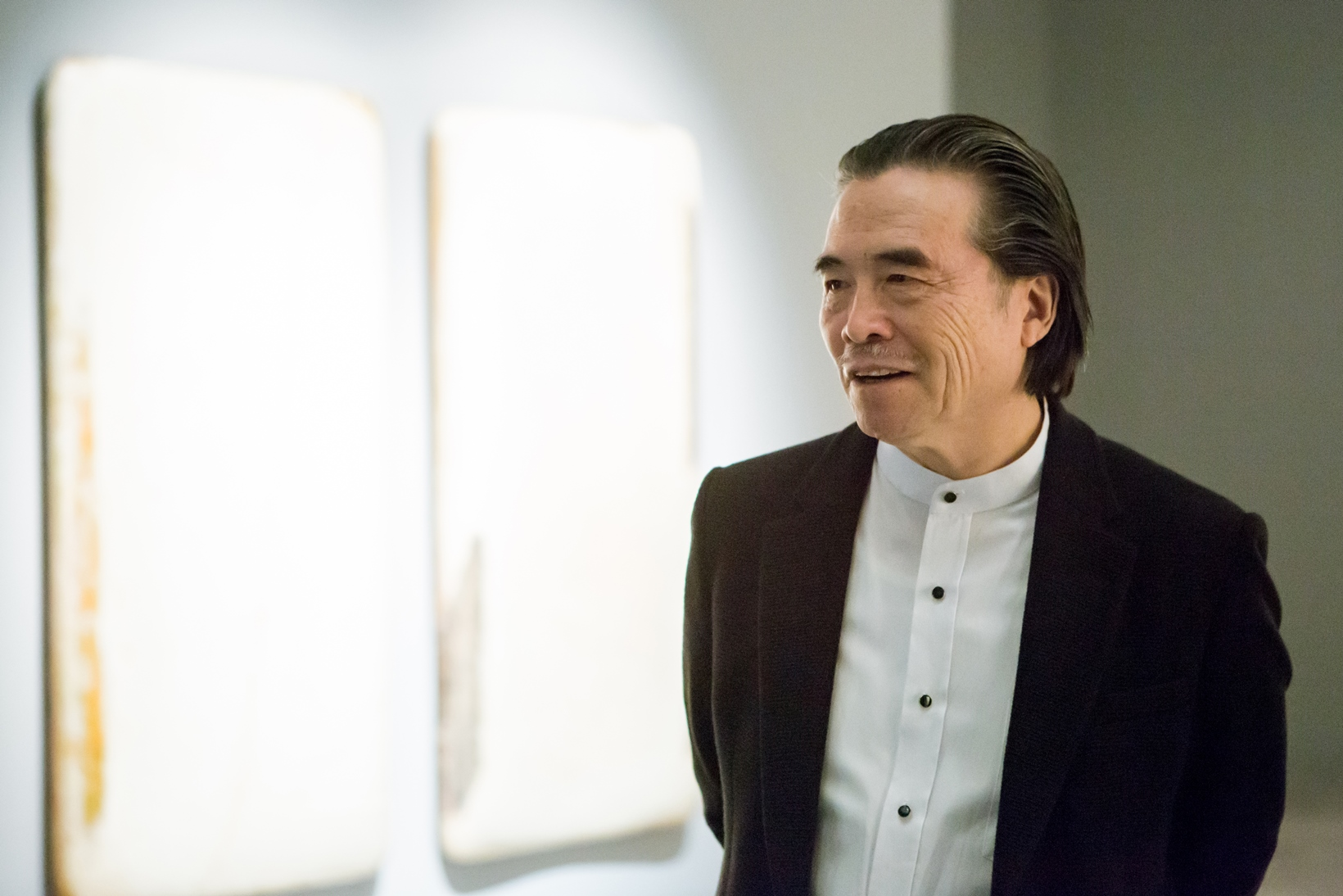
苏笑柏

蘇笑柏（1949年—），中國藝術家，生於武漢，祖籍河北，自1992年開始旅居德國，現今工作、生活於上海與杜塞道夫。

## 簡歷

### 學術經歷
蘇笑柏於1984年進入中央美術學院油畫研修班學習，於80年代和90年代先後就讀過中國的中央美术学院和德國的杜塞爾多夫藝術學院，1987年獲德國北萊茵威斯特法倫州文化藝術獎學金，進入德國杜塞爾多夫藝術學院研究生班及大師班深造，師從康拉德·克拉佩克、葛哈·李希特及馬庫斯·呂佩爾茨等現代藝術家。。

## 重要個人展覽
- 1999 科隆國際藝術博覽會 科隆 德國
- 2000 中國油畫百年展 北京 中國
- 2003 國際藝術雙年展 北京 中國
- 2007 「對應應對－中美兩國藝術家聯展」 中國美術館 北京 中國
- 2008 「老幹新枝又一春－台北B館開幕展」 大未來畫廊 台北 台灣
- 2010 德國蘭根美術館及德國國家電視二台聯合舉辦的德國巡迴展「色彩的王朝—蘇笑柏繪畫作品」
- 2018 日本兵庫縣立美術館「無時無刻—蘇笑柏展」
- 2019 台灣台北耿畫廊「一池光井：蘇笑柏畫展」